# Lista siturilor arheologice din județul Bacău - L
Lista siturilor arheologice din județul Bacău - L conține toate siturile arheologice din județul Bacău înscrise în Repertoriul Arheologic Național (RAN) și aflate în localități al căror nume începe cu litera L. RAN este administrat de Ministerul Culturii și Patrimoniului Național și cuprinde date științifice, cartografice, topografice, imagini și planuri, precum și orice alte informații privitoare la zonele cu potențial arheologic, studiate sau nu, încă existente sau dispărute.
Puteți căuta un sit din localitățile care încep cu litera L folosind formularul de mai jos sau puteți naviga prin toate siturile din județ la Lista siturilor arheologice din județul Bacău.
| Cod RAN                                  | Denumire | Localitate                        | Adresă                                               | Datare          | Descoperit | Coordonate                                    | Imagine           | Erori            |
| ---------------------------------------- | --- | --------------------------------- | ---------------------------------------------------- | --------------- | ---------- | --------------------------------------------- | ----------------- | ---------------- |
| 21114.01.01 (Cod LMI: BC-I-s-B-00730)    | Situl arheologic de la Leontinești - "Podiș" / ansamblu anonim (Categorie: locuire civilă) (Tip: Așezare)    | sat Leontinești, comuna Ardeoani  | Podiș, Dealul Chetrei (Tătăroaia) (pt. obiectivul 2) | Starčevo - Criș |            |                                               | Încărcați imagine | Raportați eroare |
| 21114.01.02 (Cod LMI: BC-I-s-B-00730)    | Situl arheologic de la Leontinești - "Podiș" / ansamblu anonim (Categorie: locuire civilă) (Tip: Așezare)    | sat Leontinești, comuna Ardeoani  | Podiș, Dealul Chetrei (Tătăroaia) (pt. obiectivul 2) | Cucuteni        |            |                                               | Încărcați imagine | Raportați eroare |
| 26127.01.01 (Cod LMI: BC-I-m-B-00731.04) | Situl arheologic de la Lichitișeni - "Pe Tablă" / ansamblu anonim (Categorie: locuire civilă) (Tip: Așezare) | sat Lichitiseni, comuna Vultureni | Pe Tablă                                             | Cucuteni        |            |                                               | Încărcați imagine | Raportați eroare |
| 26127.01.02 (Cod LMI: BC-I-m-B-00731.03) | Situl arheologic de la Lichitișeni - "Pe Tablă" / ansamblu anonim (Categorie: locuire civilă) (Tip: Așezare) | sat Lichitiseni, comuna Vultureni | Pe Tablă                                             | Noua            |            |                                               | Încărcați imagine | Raportați eroare |
| 26127.01.03 (Cod LMI: BC-I-m-B-00731.02) | Situl arheologic de la Lichitișeni - "Pe Tablă" / ansamblu anonim (Categorie: locuire civilă) (Tip: Așezare) | sat Lichitiseni, comuna Vultureni | Pe Tablă                                             | sec. III - IV   |            |                                               | Încărcați imagine | Raportați eroare |
| 26127.01.04 (Cod LMI: BC-I-m-B-00731.01) | Situl arheologic de la Lichitișeni - "Pe Tablă" / ansamblu anonim (Categorie: locuire civilă) (Tip: Așezare) | sat Lichitiseni, comuna Vultureni | Pe Tablă                                             | sec. IX - X     |            |                                               | Încărcați imagine | Raportați eroare |
| 22816.01.01                              | Așezarea paleolitică de la Lespezi-Lutărie / ansamblu anonim (Categorie: locuire) (Tip: Așezare)             | sat Lespezi, comuna Gârleni       | Lutărie                                              |                 |            | 46°40′24″N 26°44′50″E / 46.67327°N 26.74729°E | Încărcați imagine | Raportați eroare |